# 130-as busz (Budapest, 1977–1993)
A budapesti 130-as jelzésű autóbusz az Örs vezér tere és a Rákospalotai köztemető között közlekedett. A járatot a Budapesti Közlekedési Vállalat üzemeltette.

## Története
A járat 1963. augusztus 16-án indult a Thököly út és a Batthyány utca között 31A jelzéssel a 31-es busz kiegészítése céljából. 1970. április 3-án a 2-es metró első szakaszának átadása után már az Örs vezér tere és Rákosszentmihály, Határ út között járt. Külső végállomását 1973 körül Újpalota, Felszabadulás útjáig, 1974-ben pedig a Rákospalotai köztemetőig hosszabbították. 1974. május 19-étől a Nagy Lajos király útja – Fogarasi út – Vezér utca útvonal helyett az Ond vezér útján és az átépült Füredi utcán keresztül közlekedett. 1977. január 1-jén a 130-as jelzést kapta, az Örs vezér tere felé a Füredi utcán, visszafelé az Ond vezér útján közlekedett, a 133-as busszal ellentétes irányban. Útvonala kisebb-nagyobb mértékben változott az évek során, a Csömöri úti felüljáró 1979-es átadása után a Rózsa utcát nem érintette, helyette a 144-es busz járt arra, illetve a 81-es trolibusz megindulása után mindkét irányban a Füredi utcán közlekedett. 1993. december 15-én a Népstadion metróállomáshoz helyezték át a végállomását, amelyet azóta a Fogarasi úton végighaladva ér el. Jelzését pedig 130-asra módosították.

## Útvonala
| Rákospalotai köztemető felé | Örs vezér tere felé |
| --- | --- |
| Örs vezér tere vá. – Füredi utca – Csertő utca – Fogarasi út – felüljáró – Csömöri út – György utca – Rákospalotai határút – Szentmihályi út – Erdőkerülő utca – Zsókavár utca – Nyírpalota út – Páskomliget utca – Bánkút utca – Rákospalotai köztemető vá. | Rákospalotai köztemető vá. – Szentmihályi út – Nyírpalota út – Zsókavár utca – Erdőkerülő utca – Szentmihályi út – Rákospalotai határút – György utca – Csömöri út – felüljáró – Fogarasi út – Csertő utca – Füredi utca – Örs vezér tere vá. |

## Megállóhelyei
| 0  | Örs vezér tere végállomás                         | 23 | Gödöllői és csömöri HÉV 31, 32, 32, 44, 44A, 45, 46, 61, 61, 61E, 67, 76, 77, 85, 85, 100, 131, 132, 144, 168 81, 82 13, 62 |
| 1  | Füredi utca 7. (↓) Füredi utca 32. (↑)            | 22 | 82 |
| 2  | Vezér utca                                        | 21 | 82 131, 144 |
| 3  | Csertő utca                                       | 19 | 80, 81 |
| 4  | Zsálya utca                                       | 18 | 80, 81 |
| 6  | Pálya utca                                        | 15 | 31, 92, 131, 144, 177, 192                                                                                                  |
| 7  | Rákóczi út (↓) Batthyány utca (↑)                 | 14 | 31, 77, 92, 131, 177, 192                                                                                                   |
| 8  | József utca                                       | 13 | 31, 92, 131, 192 |
| 9  | János utca                                        | 12 | 31, 144, 192 |
| 10 | Diófa utca (↓) Csömöri út (↑)                     | 11 | 31, 131, 144, 192 |
| 11 | Baross utca                                       | 10 | |
| 12 | Gusztáv utca                                      | 10 | |
| 13 | Rákospalotai határút (↓) György utca (↑)          | 9  | 75 |
| 14 | Szentmihályi út (↓) Rákospalotai határút (↑)      | 8  | 75 |
| 17 | Erdőkerülő utca (↓) Újpalota, Szentmihályi út (↑) | 6  | 75, 96, 96 |
| 18 | Erdőkerülő utca 28. (↓) Erdőkerülő utca 27. (↑)   | 5  | 96, 96 |
| 19 | Zsókavár utca (↓) Újpalota, Erdőkerülő utca (↑)   | 4  | 96, 96 69 |
| 20 | Nyírpalota út (↓) Zsókavár utca (↑)               | 3  | 73, 73E, 96, 96, 132 69 |
| 21 | Páskomliget utca                                  | 2  | 73, 96, 96, 132 69 |
| 22 | Sárfű utca                                        | ∫  | 96, 96 69 |
| 23 | Bánkút utca                                       | ∫  | 96, 96 |
| ∫  | Nyírpalota út                                     | 1  | 73, 73E, 132 |
| 24 | Rákospalotai köztemető végállomás                 | 0  | 96, 177 |